# الدراسات الوراثية على المغاربة

خريطة توضح توزيع مجموعات هابلوغروب-Y في المغرب والعالم.

لاوجود لدراسات وراثية صريحة على عموم المغاربة إذ أن الدراسات الجينية التي أجريت في المغرب تارة يهيمن فيها آلهابلوغروب J  وتارة أخرى الهابلوغروب E بمختلف فروعه (المشرقي والإفريقي)، وهذا راجع لإختلاف المجتمع المغربي كونه يضم خليط بين العرب والبربر(الأمازيغ) واليهود ، ولكون أن أغلب الدراسات تجرى في مناطق البربر وأغلب العينات تأخد من الناطقيين بإحدى اللغات الأمازيغية.
الهابلوغروب-Y هو كروموزوم ينتقل عبر الصبغي Y من الأب إلى أبنائه الذكور، دون تغيير، عبر الأجيال المتتالية، ويُستخدم عادة لتخمين الطُرق التي سلكتها الهجرات البشرية؛ وحسب أخر الدراسات فإن حوالي 60% من المغاربة ينتمون إلى هابلوغروب E معظمهم ينتمون للفرع E1b1b [الإنجليزية] سواء في المناطق الناطقة بالعربية أو الأمازيغية؛ و 40٪ إلى 50٪ من المغاربة ينتمون إلى هابلوغروب J.

## الأصول الجينية للمغاربة
حسب الدراسات الجينية التي أجريت على ساكنة شمال إفريقيا (المغاربة) خلص العلماء إلى أن الجينوم المكون للمغاربة عبارة عن مزيج من أربعة مصادر رئيسية، تضم هذه العناصر عنصرًا سكانيًا مغاربيًا أصليًا والذي ربما يرتبط بالهجرة الخلفية إلى إفريقيا من الشرق الأدنى منذ حوالي 12000 عام؛ وعنصر مشرقي مرتبط بتدفق الجينات من الشرق الأدنى، ربما له علاقة بالفتح العربي (642م)؛ ومكون جنوب الصحراء الكبرى المشتق من الهجرات عبر الصحراء الكبرى؛ والعنصر الأوروبي المتعلق بالتحركات السكانية التاريخية الأخيرة. 

## التأثير الجيني العربي
جاء في دراسة سانشيز الجينية الصادرة سنة 2021، تحث إشراف المجلس الأعلى للتحقيقات العلمية الإسباني والتي تحمل عنوان 《Population history of North Africa based on modern and ancient genomes》: " إن هجرات ما بعد العصر الحجري الحديث ذات التأثيرات الجينية العالية على منطقة شمال إفريقيا تنقسم لإثنان؛ أولا : تدفق الجينات في جنوب الصحراء الكبرى، والذي كان بسبب طرق تجارة الرقيق..، ثانيا : التعريب (الهجرة العربية) التي بدأت في القرن السابع ميلادي فأدت إلى تدفق الجينات من الشرق الأوسط إلى جميع أنحاء شمال أفريقيا، مما ساهم في تشكيل السلالة من الشرق إلى الغرب، للمكون الشرق أوسطي الموجود في سكان شمال إفريقيا الحاليين ".
بالرجوع لدراسة أرونا، (Arauna et al)، سنة 2017م، والتي كانت بعنوان،"الهجرات التاريخية الأخيرة شكلت التجمع الجيني للعرب والبربر في الشمال". نجدها تؤكد هي الأخرى أن عملية التعريب في المغرب العربي لم تكن عملية استبدال ثقافي بل عملية تغيير ديموغرافي غيرت شكل الواقع الجيني في المغرب العربي. 
ويبرز التأثير الجيني العربي كذالك على مستوى إنتشار الهابلوغروب أو المجموعة الفردانية J1 العربية ؛ جاء في دراسة الدكتور Hovhannes Sahakyan الباحث في معهد الجينوم بجامعة تارتو بإستونيا ومن معه المنشورة في مجلة Nature العلمية الدولية المحكمة، حول كثرة هذه السلالة العربية في بلدان المغرب ؛ 《 السلالة J-M267 (J1) تبلغ ذروتها في بلاد الشام وشمال أفريقيا وترتبط ارتباطا وثيقا بانتشار السكان العرب 》.
وهو نفس ما أكدته دراسة جينية أخرى حديثة تتزعمها الدكتورة Rebecca Anne MacRoberts من جامعة إيفورا بالبرتغال؛ تحت عنوان {Shrouded in history: Unveiling the ways of life of an early Muslim population in Santarém, Portugal (8th- 10th century AD)} ، إذ جاء في الدراسة ؛ 《 المجموعة الفردانية J1 التي لها أصول شرق أوسطية واضحة، وتوجد نسبة عالية منها في شمال أفريقيا. على وجه التحديد، يصل تكرار هذه المجموعة الفردانية إلى 40-80% تقريبًا عبر شبه الجزيرة العربية وأكثر من 30% في تونس والجزائر والمغرب. في المقابل، يبلغ متوسط تكرارها حوالي 5% في أوروبا ويقارب 10% في أيبيريا 》.

## الدراسات الجينية عنالبربر
إن الدراسات الجينية عن البربر المفترض أنهم أحفاد السكان الأصليين، خلصت إلى أن ما يصطلح عليه بربر هو شعب ناتج عن هجرات مختلفة عرفتها منطقة شمال إفريقيا ؛ بحيث جاء في دراسة أرونا الجينية تحت عنوان 《عدم التجانس الوراثي للشعوب البربرية نتيجة الهجرة التفاضلية وأنماط الاختلاط》: "تظهر تحليلات التركيبة السكانية عدم تجانس وراثي عالٍ بين سكان شمال إفريقيا وعدم وجود ارتباط بين الجغرافيا أو الانتماءات العرقية واللغوية مع السكان".
وجاء في دراسة الدكتورة Rebecca Anne MacRoberts من جامعة إيفورا بالبرتغال صراحة :《السكان البربر على وجه الخصوص غير متجانسين وراثيا》.
وهو نفس ما تؤكده دراسة جينية أخرى حديثة صادرة عن مجلة Nature العلمية البريطانية تحت عنوان 《فهم عدم التجانس الجينومي للأمازيغ في شمال أفريقيا : من المنظور الواسع إلى المنظور الجغرافي المصغر 》. 

## ذات صلة
- إنسان تافوغالت